# Цися (Яньтай)
Цися́ (кит. упр. 栖霞, пиньинь Qīxiá, буквально: «место обитания зари») — городской уезд городского округа Яньтай провинции Шаньдун.

## История
Изначально эти земли входили в состав уезда Хуансянь. При империи Тан был создан уезд Пэнлай, и эти земли вошли в его состав.
После того, как захватившие эти места чжурчжэни создали марионеточное государство Ци, властями Ци в 1131 году был создан уезд Цися (栖霞县).
Во время Второй мировой войны, когда эти места были захвачены японцами, действовавшие в японском тылу партизаны организовывали свои органы управления, в соответствии с условиями оперативно-тактической ситуации. В 1941 году восточная часть уезда Цися была выделена в отдельный уезд Цидун (栖东县).
В 1950 году был образован Специальный район Лайян (莱阳专区), и уезды Цися и Цидун вошли в его состав. В 1953 году уезд Цидун был воссоединён с уездом Цися. В 1958 году город Яньтай и Специальный район Лайян были слиты в Специальный район Яньтай (烟台专区). В 1967 году Специальный район Яньтай был переименован в Округ Яньтай (烟台地区).
В ноябре 1983 года округ Яньтай был преобразован в городской округ Яньтай. В 1995 году уезд Цися был преобразован в городской уезд.

## Административно-территориальное деление
Городской уезд делится на 3 уличных комитетов и 12 посёлков.